# Điểm kỳ dị ban đầu
Điểm kỳ dị ban đầu là một điểm kỳ dị hấp dẫn được dự đoán bởi thuyết tương đối rộng là đã tồn tại trước Vụ Nổ Lớn và được cho là chứa tất cả khối lượng và không-thời gian của Vũ trụ. Lập tức ngay sau điểm kỳ dị ban đầu là một phần của kỷ nguyên Planck, khoảng thời gian sớm nhất trong lịch sử vũ trụ.

## Các mô hình truyền thống về Vũ trụ

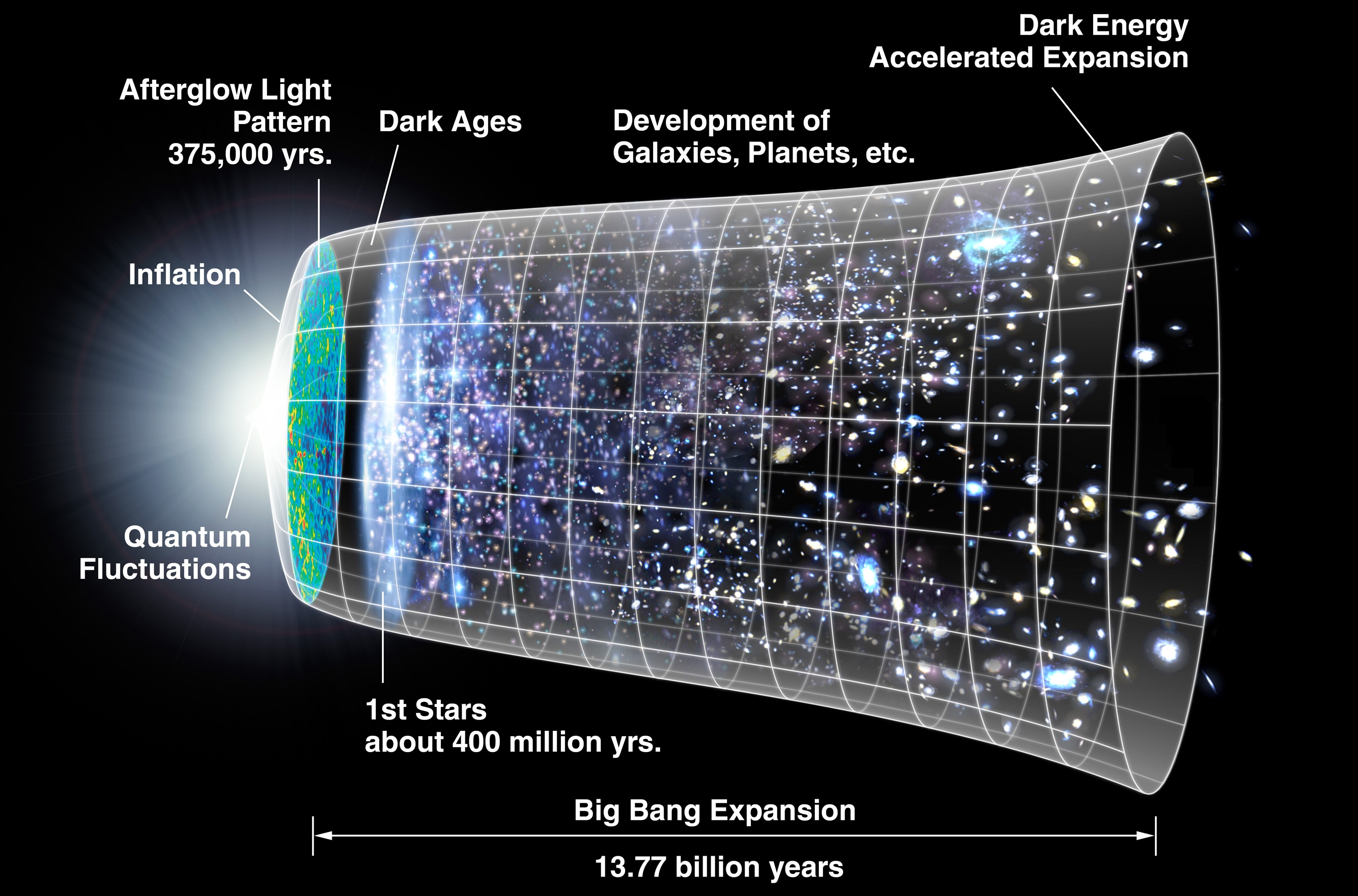
Mô hình vụ nổ Big Bang truyền thống.

Việc chỉ sử dụng thuyết tương đối rộng để dự đoán những gì đã xảy ra trong sự khởi đầu của Vũ trụ đã bị chỉ trích nặng nề, vì cơ học lượng tử trở thành một yếu tố quan trọng trong môi trường năng lượng cao của Vũ trụ ban đầu và chính thuyết tương đối không thể đưa ra dự đoán chính xác. Để đối phó với sự không chính xác khi chỉ xem xét tính tương đối tổng quát, như trong mô hình truyền thống của Vụ Nổ Lớn, các công thức lý thuyết thay thế cho sự khởi đầu của Vũ trụ đã được đề xuất, bao gồm mô hình dựa trên lý thuyết dây trong đó hai branes (en), va chạm, tạo ra khối lượng và năng lượng.
Mặc dù không có bằng chứng trực tiếp cho sự kỳ dị của mật độ vô hạn, bức xạ phông vi sóng vũ trụ là bằng chứng cho thấy vũ trụ mở rộng từ trạng thái rất nóng, dày đặc.

## Các lựa chọn thay thế cho điểm kỳ dị
Nhiều mô hình mới về những gì xảy ra trước và thời điểm gây ra Vụ Nổ Lớn đã được đề xuất do kết quả từ các vấn đề được tạo ra bởi cơ học lượng tử. Một mô hình, sử dụng lực hấp dẫn lượng tử vòng, nhằm mục đích giải thích sự khởi đầu của Vũ trụ thông qua một loạt Big Bounce (en), trong đó biến động lượng tử khiến Vũ trụ giãn nở. Sự sinh sản này cũng dự đoán một mô hình vũ trụ tuần hoàn, với một vũ trụ mới được tạo ra sau khi một vũ trụ cũ bị phá hủy, mỗi vũ trụ có các hằng số vật lý khác nhau. Một sự sinh sản khác dựa trên lý thuyết M và quan sát nền vi sóng vũ trụ (CMB), cho rằng Vũ trụ chỉ là một trong nhiều vũ trụ trong đa vũ trụ, và đã nảy ra từ một vũ trụ khác, đó là kết quả của sự thăng giáng lượng tử, trái ngược với Vũ trụ của chúng ta là tất cả những gì tồn tại.